# Ugo Sasso (Schauspieler)
Ugo Sasso (eigentlich Domenico Pasquale Giuseppe Sasso, * 23. März 1910 in Turin; † 1981) war ein italienischer Schauspieler.

## Leben
Sasso besuchte zu Beginn der 1930er Jahre das Centro Sperimentale di Cinematografia und war ab 1935 im folgenden Jahrzehnt in zahlreichen Filmen zu sehen; nur wenige Male spielte er die Hauptrolle, meist war er in Nebenrollen eingesetzt. Dabei konnte er eine große Bandbreite von Charakteren darstellen und war somit nie auf einen Rollentypus festgelegt. Ab Mitte der 1950er Jahre war er in zahlreichen Genrefilmen zu sehen; manchmal benutzte er das Pseudonym Hugo Arden oder Steve Gordon. 1973 zog er sich aus dem Filmgeschäft zurück.

## Filmografie (Auswahl)
- 1934: Mario (Vecchia guardia)
- 1949: Buffalo Bill a Roma
- 1951: O.K. Nero (O.K. Nerone)
- 1954: Das ewige Lied der Liebe (Nel gorgo del peccato)
- 1957: Io, Caterina
- 1959: Herkules, der Schrecken der Hunnen (Il terrore dei barbari)
- 1959: Herkules und die Königin der Amazonen (Ercole e la regina di Lidia)
- 1959: Der Sohn des roten Korsaren (La scimitarra del saraceno)
- 1960: David und Goliath (David e Golia)
- 1960: Das Geheimnis der roten Maske (Il terrore della maschera rossa)
- 1960: Rasputin, der Dämon von Petersburg (L'ultimo zar)
- 1961: Herkules, der Held von Karthago (La vendetta di Ursus)
- 1961: Konstantin der Große (Costantino il grande)
- 1962: Sklaven der Semiramis (Io, Semiramide)
- 1962: Zorros Heimkehr und Rache (Zorro alla corte di Spagna)
- 1962: Zwischen Schanghai und St. Pauli
- 1963: Herkules, Samson und Odysseus (Ercole sfida Sansone)
- 1963: Der Stärkste unter der Sonne (Maciste l'eroe più grande del mondo)
- 1964: Das war Buffalo Bill (Buffalo Bill, l'eroe del Far West)
- 1964: Der größte Sieg des Herkules (Ercole l'invincibile)
- 1964: Marco – der Unbezwingbare (Maciste alla corte dello zar)
- 1964: Soraya, Sklavin des Orients (Anthar l’invincibile)
- 1964: Die Vernichtung des Dschingis Khan (Maciste nell'inferno di Gengis Khan)
- 1965: Colorado Charlie
- 1965: Per un dollaro di gloria
- 1966: Ramon il Messicano
- 1967: Buccaroo – Galgenvögel zwitschern nicht (Buckaroo)
- 1968: Django – sein letzter Gruß (La vendetta è il mio perdono)
- 1970: Die rechte und die linke Hand des Teufels (Lo chiamavano Trinità)